# Хеваджра

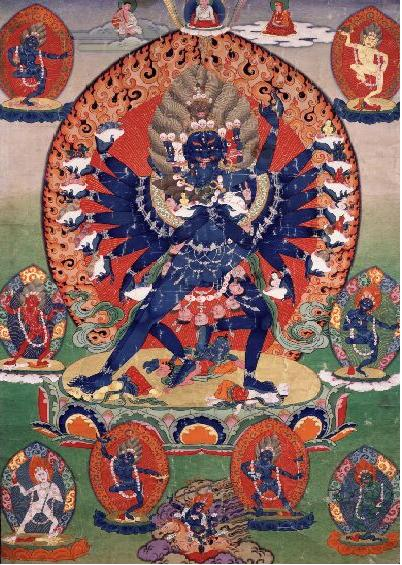
Хеваджра и Найратмя, окруженные свитой из 8 дакини

Хеваджра (тиб. ཀྱེ་རྡོ་རྗེ་, Вайли kye rdo rje; кит.: 喜金刚, Xǐ jīngāng; букв. «о, ваджра!») один из идамов тантрического буддизма (буддизма ваджраяны), эманация будды Акшобхьи, гневное божество-охранитель.
В Хеваджра-тантре, относящейся к классу ануттара-йога-тантр, описывается как изначальная причина бытия. Считается воплощением мудрости и сострадания.
Супругой Хеваджры считается Найратмя (тиб. བདག་མེད་མ་, Вайли bdag med ma), символизирующая отсутствие эгоизма.
В иконографии Хеваджра обычно изображается в союзе яб-юм, с восемью лицами, шестнадцатью руками и четырьмя ногами.